# Carlos García Nacson
Carlos García Nacson (Buenos Aires, Argentina, 27 de mayo de 1936 - ibídem, 10 de agosto de 1982) fue un prestigioso productor cinematográfico argentino con una amplia carrera en el medio artístico.

## Carrera
García Nacson fue desde joven un chico interesado por el cine y la televisión, ese interés lo llevó a realizar su vasta actividad. Se inicia en 1951 como asistente de producción de dos flms impresentables: Las tres claves de Adalberto Páez Arenas en 1951 y El cartelero. de Homero Cárpena. en 1952.
Al poco tiempo se convirtió en jefe de producción de Film Andes y Efa de tres películas directamente invisibles como Isla hechizada (1953) también de Páez Arenas y Reportaje de un cadáver (1955).
En 1959 se establece como productor independiente donde le siguieron importantes cintas como Las aventuras del Capitán Piluso (En el castillo del terror), La chica de a bordo y Rolando Rivas, taxista, por nombrar algunos. Todas ellas creadas por su propia productora que llevaba su nombre.
Definido por muchos como un hombre gentil, de muy buen humor y sobre todo audaz, se atrevió a producir El día que me quieras de 1969, inspirada en Carlos Gardel, fallecido trágicamente un accidente aéreo.
En 1971 hizo una generosa donación a Acopecine que le permitió iniciar actividades y contar con fondos para operar sus cintas.
Trabajó tanto en Argentina como en México donde encontró al cantante Leo Dan en la década de 1970.

## Filmografía
Como ayudante de cámara:
- 1951: Las tres claves
- 1952: El cartelero

Como jefe de producción:
- 1953: Isla hechizada
- 1955: Reportaje de un cadáver

Como productor:
- 1959: La procesión
- 1963: Las aventuras del Capitán Piluso (En el castillo del terror)
- 1965: Santiago querido!
- 1966: ¡Cómo te extraño...!
- 1966: La muchachada de a bordo
- 1968: La novela de un joven pobre
- 1969: El día que me quieras
- 1971: En una playa junto al mar
- 1974: Rolando Rivas, taxista
- 1980: Tiro al aire[5]

## Suicidio
El martes 10 de agosto de 1982, el productor Carlos García Nacson se suicidó por causas que nunca fueron reveladas. Tenía 46 años.